# 龔品梅
龔品梅（きょう ひんばい、ゴン・ピンメイ、英: Kung Pin-Mei、1901年8月2日 - 2000年3月12日）は、中国のカトリック教会司教、枢機卿。カトリック上海教区で初の中国人司教であり、かつ3人目の中国人枢機卿である。

## 生涯

### 生い立ち
別名を龔天爵といい、1901年8月2日に中国の江蘇省松江府河川沙庁唐墓橋（現 上海市浦東新区唐鎮）の少なくとも5代続いたカトリックの家庭に生まれた。洗礼名は「イグナチオ」。イエズス会が創立した聖イグナチオ公学校（後の徐匯中学）で学び、1920年に19歳で神学校に入り、1930年5月28日に29歳で司祭に叙階された。前後して教育活動を担い、多くのカトリックの小学校や中学校の校長を担当した。

### 司教叙階
1949年8月9日、ローマ教皇庁から蘇州の司教に任命され、10月7日、在華教皇大使であるアントニオ・リベリ大司教により司教叙階を受けた。1950年7月15日には上海、蘇州および南京の3教区の司教（教区長）を兼任し、司教座聖堂を上海四川南路の洋涇浜聖ヨゼフ教会とし、カトリック上海教区初の中国人司教となった。

### 迫害
中国共産党が中国大陸で政権を掌握すると、バチカンの中国の教区に対する指導と連絡系統は断絶し、中国共産党政府が任命する組織である中国天主教愛国会（愛国教会）が成立した。しかし、龔司教は中国政府のカトリック教会に対する「改造」や「浸透」に抵抗した。「投降せず、退かず、裏切らず」というレジオ・マリエの支部団体を組織して自ら指導し、レジオ・マリエのメンバーが中国政府に登録したり、レジオ・マリエから退団するのを阻止した。政府公認教会である中国天主教愛国会への参加を拒否し、「（共産党の新聞を）見ず、（共産党の宣伝を）聞かず、（教会の「帝国主義分子（即ちローマへの忠誠派）」を）言わず」の所謂「三不主義」（三無主義）と聖職停止および聖体拝領禁止等の手段で上海のカトリック信者の「愛国行動」を抑えようとした。
1955年9月8日には范忠良、金魯賢等30人余りの司祭と300名余りの信徒と共に上海で逮捕され、投獄された。この迫害事件は、「九八事件」または「9・8」と呼ばれている。
逮捕から数カ月後、彼は自分が「犯罪」を犯したことを告白するよう、上海のドッグレース場の公開闘争に連れていかれた。後ろ手に縛られ、囚人服を纏った司教は何千人もの群衆の前で、「王たるキリスト万歳、教皇万歳!」と大声で叫び、群衆は「王たるキリスト万歳、司教万歳!」と応えたので、直ぐに車に連れ戻され、その後政府は彼に対して敢えて人民裁判をしようとはしなかった。

### 終身刑
裁判官は、彼に政府と協力して愛国教会の指導者となるように要求したが、「私はカトリックの司教である。もし、教皇から離れたら司教でなくなるばかりでなく、信徒である資格すら無い。貴方は私の首を切り落とせても、決して私の信仰を奪うことは出来ない」と答えて協力を拒否した。
1960年3月、彼は「龔品梅反革命グループ」の主犯という罪名で無期懲役の判決を受け、終身の政治権利を剥奪され、提籃橋監獄に監禁された。獄中では、約30年もの間、ミサはおろか聖書を読むことすら禁じられた。

### 枢機卿任命
教皇ヨハネ・パウロ2世は、1979年6月30日に秘密裏（イン・ペクトーレ）になお獄中にあった彼を枢機卿に任命した。これにより、前任の于斌の職務を引き継いで三人目の中国人枢機卿となった。このことは1991年5月29日に初めて公にされた。

### 釈放
龔司教は1985年7月に仮釈放され、愛国会により軟禁・監視された。1988年1月、中国政府は国際世論の圧力に迫られて前倒しの釈放を宣告し、彼は身体の自由を回復した。釈放後にマニラ大司教のハイメ・シン枢機卿が中国へ友好訪問した時に、特別に上海で龔司教への訪問を要求したが、中国共産党はシン枢機卿と彼が単独で会見するのを望まなかった。そこで、宴席を設けて彼等二人をテーブルの両端に座らせ、その間には官僚や愛国会の人間を20名余り同席させて私的に会話出来ないようにした。宴会が終わろうとした時に、シン枢機卿は盛会を祝うために各人が歌を歌うように提案した。龔司教に出番が回って来た時、彼は大きな声のラテン語で"Tu es Petrus et super hanc petram aedificabo Ecclesiam"（あなたはペトロ、岩である。私はこの岩の上に私の教会を建てよう）と歌い、30年余り監禁されたにもかかわらず、教皇に対して忠誠を保ったことを示した。

### 渡米
1988年には心臓病にかかり、渡米して治療を受ける許可を得て、その後はずっとアメリカに居住した。中華民国（台湾）の輔仁大学は1989年（民国78年）11月に名誉博士号をカトリック広州教区の鄧以明大司教と共に龔品梅に贈った。
1991年6月28日に彼はローマに赴いて教皇ヨハネ・パウロ2世に面会し、教皇は彼にビレッタ帽（枢機卿の帽子）を授けた。
中国を離れてから、彼の名前から命名した基金会を興し、一貫して中国当局により大きな宗教における信仰の自由を人民に与えるように呼びかけた。このことにより、1998年6月、97歳のときには中華人民共和国のパスポートをニューヨークの中国総領事館に取り上げられた。

### 逝去
胃癌により、東部時間の2000年3月12日午前3時5分にアメリカ・コネチカット州スタンフォードで逝去した。98歳であった。サンフランシスコ地区パルアルトのレーマン・V・ダン神父によれば、遺言で、中国で共産党がもはや権力の座にない時点で、自分の亡骸を故郷の上海に改葬するように要求したという。

## 評価

### 中国政府の評価
- 董必武《全ての反革命派を粛清する問題についての報告（1956年1月31日、中国人民政治協商会議第二回全国委員会第二次全体会議）：1955年9月8日、上海市は逮捕した龔品梅を反革命グループのリーダー、即ち計画的に訓練かつ組織したスパイグループをカトリック教会内に隠し持った帝国主義者であるとした[11]。
- 1960年3月21日付の上海市中級人民法院刑事裁判の龔品梅への判決文は、「上述の反革命・国家反逆グループが進めた一連の犯罪活動により、本法廷は被告を反革命・国家反逆集団のリーダーで、宗教の皮を被り、帝国主義と結託して祖国に背き、我が国の人民民主政権を転覆するのに用いる重要な道具である帝国主義であり、重大な国家反逆の犯罪行為を構成したと認めるものである」であった[12]。
- 中国共産党《上海党史》：龔品梅反革命グループは反帝国主義愛国運動と新中国を転覆させるスパイ活動を継続し、カトリック教会内での反革命分子が破壊活動を進める全国の指揮の中心となった。9月、上海公安部門は、カトリック教会の愛国者と広大な信徒の支持と協力の下に、龔品梅反革命グループを打ち砕き、法に依り、龔品梅および反革命の中核の仲間を逮捕した。1960年3月、市中級人民法院は、反革命集団に対し公開審理を進め、法により彼に無期懲役、終身の政治権利剥奪の判決を下した[13]。
- 1998年2月12日、中国共産党宗教事務局主任の葉小文は、ニューヨークで中国新聞界の訪問を受けた折に「龔品梅は国家を分裂させ、人民に危害を加えるという大罪を犯した」と語った[14]。
- 1991年6月16日、外交部のスポークスマンは記者の質問時に、バチカン（教皇）が龔品梅を枢機卿に任命したと宣布したのは中国への内政干渉であると語った。その次の日、中国天主教団、愛国協会と教務委員会は連名で、ローマ教皇庁が龔品梅を枢機卿に委任したことで声明を発表し、ローマ教皇庁が最近、彼を枢機卿に委任したという布告を非難した。曰く、龔品梅は新中国が成立した初めから、政府を破壊する法令や政策の実施により、反革命国家反逆の罪を犯し、刑罰を下されたのである。ローマ教皇庁は、刑に服している期間に、彼を秘密のうちに枢機卿にし、12年経ってこの決定を再度公布した。ローマ教皇庁の決定は、中国カトリック教会の内部の事務干渉である[15]。

### 宗教者の評価
- アメリカの司教で著名なテレビ伝道者であるフルトン・J・シーンは、1957年に雑誌「ミッション」で"The West has its Mindszenty, but the East has its Kung. God is glorified in His saints."（西側にはミンツェンティがいるが、東側には龔がいる。神はその聖性において栄光を讃えられる）と評した[16]。
- 単国璽枢機卿は、葬儀の説教で「彼は真に血を流さない殉教者であり、圧力に屈せず富とも結託しなかった」と語った[4]。

### その他の評価
- 《中国大百科全書・宗教》の「中国天主教反帝愛国運動」項目中に、龔品梅に関して：「1955年、上海教区司教龔品梅等は頑固に外国勢力の指示を執行し、反革命・国家反逆の活動を進めたので、国の法律の処罰を受けた」[17]

## 継承
2000年、教皇庁は地下教会の范忠良を上海教区の正規の司教および南京教区使徒座管理者、そして中国天主教地下司教団団長に任命した。しかし、中国政府の承認を獲得できず、年中監視を受けている。中国政府が承認した上海教区の正規の司教は金魯賢で、始めは自分自身による選択で就任したため、教皇庁からは承認を受けてはおらず、本人の申請により、後にローマとの交流を獲得した。しかし、承認されたのは上海教区の協働司教としてである。